# Carles Canut
Carles Canut i Bartra, né le 23 septembre 1944 à Gerri de la Sal dans la commune de Baix Pallars (comaque du Pallars Sobirà, province de Lérida) et mort le 27 septembre 2018 dans la même ville, est un acteur espagnol. Il a joué pour le théâtre, la télévision et le cinéma.

## Filmographie partielle
- 1975 : Sagrado y obsceno
- 1985 : Le Chevalier du dragon (El caballero del dragón) de Fernando Colomo
- 1986 : La ràdio folla
- 1988 : El aire de un crimen
- 1992 : Makinavaja, el último choriso
- 1994 : Don Jaume, el conquistador
- 2010 : Negro Buenos Aires